# Wat Mai Suwannaphumaham
Wat Mai Suwannaphumaham – jedna z największych buddyjskich świątyń w Laosie, znajduje się w Luang Prabang.

## Historia
Świątynia została założona ok. 1780 roku przez króla Anourouta. W latach 1817–1836 król Manthatour odrestaurował świątynię, a w XIX wieku przeszła ona rozbudowę. Od 1894 roku jest siedzibą  Sangharat, głowy buddyzmu Laosu. Niedaleko od budynku znajduje się biblioteka oraz kilka mniejszych kaplic. Co ciekawe, podczas najazdu Chińczyków w 1887 roku, gdy większość Luang Prabang została zniszczona, Chińczycy nie zniszczyli budynku, bo "był zbyt piękny". Aktywny stoi do dziś.

## Budynek

### Zewnątrz
Świątynia jest pięciopiętrowa i zwieńczona złotymi kolumnami.  Znajdują się też tam płaskorzeźby, które przedstawiają sceny z Ramajany i Jataki.

### Wnętrze
We wnętrzu znajduje się posąg leżącego Buddy oraz mniejsze obrazki.

## Wydarzenia
W połowie kwietnia, gdy trwa Laotański Nowy Rok zbierają się tysiące wiernych, aby się pomodlić i oddać cześć Buddzie.